# 老荒原站
老荒原站（德語：U-Bahnhof Alte Heide）是一座慕尼黑地铁6号线位于施瓦宾-弗莱曼的一座车站，位于北部陵园站和学生城站之间，毗邻德意志银行网点、南奥乐齐超市和艾迪卡超市，人流多为购物人群。此站在1971年10月19日开通。

## 站名来源
老荒原站的不远处就有一片荒废的草原，常年无人打理，故被称为荒原（德语：Heide）。